# Устави Србије
Устав је највиши правни акт који уређује рад државних органа и права грађана. Полазећи од овог основног обележја устава можемо слободно рећи да је Србија добила први устав још у 13. веку — Законоправило Светог Саве из 1219. године, а затим у 14. веку Душанов законик из 1349. и 1354. године.

## Уставна историја Србије
Србија има богату и дугу уставну историју. Она почиње још у 13. веку.
Законоправило светог Саве из 1219. године је било први српски устав. Законоправило је уређивало велику област друштвених односа, како црквених тако и грађанских. Део Законоправила који се односио на црквено право сачињавали су: Синопсис Стефана Ефеског, Номоканон Јована Схоластика, Номоканон у 14 наслова, Правила светих апостола, Правила светих отаца, Одлуке Васељенских и Помесних сабора и Мојсијево законодавство (3. и 5. књига Мојсијева).
Део који се односио на Грађанско право сачињавали су: Изводи из Новела Јустинијанових (око 550), правни зборник који је саставио Јован Схоластик, Collectio tripartita, збирка закона из Јустинијановог законодавства и Прохирон (Закон градски) из 879. године, зборник византијског грађанског, кривичног и процесног права. Пресађивањем (рецепцијом) римско-византијског права Србија је постала саставни део европске и хришћанске цивилизације. 
Душанов Законик из 1349. и 1354. године је урађен на темељима Законоправила. У неким члановима Душан директно упућује на Законоправило (чланови 6, 8, 11, 101, 109 и 196). Једна трећина Законика је урађена по угледу на одговарајуће прописе византијског права. Велика је сличност чланова 171 и 172 Законика (који прописују независност судства) са деловима из византијског зборника Василике (књига VII, 1, 16-17), које су биле византијска прерада Јустинијановог зборника. Србија је преко Законоправила већ 130 година примењивала римско-византијско право, а Душанов законик је представљао потпуно уједињење српског и византијског правног поретка у читавој држави. Цар Душан је желео да са једне стране Закоником ојача централну власт и учврсти државу, а са друге стране да обузда захтеве српске велике властеле, која се у доба његових освајања прекомерно осилила и својим децентрализмом слабила државну власт. Детаљно су уређена права и обавезе појединих сталежа, као и односи међу сталежима, да би се на тај начин увео ред у држави. Поред тога, Законик је садржао и прописе брачног права, грађанскоправне и кривичноправне прописе, као и правила судског поступка. С обзиром на ширину области друштвених односа које је уређивао, Законик се може сматрати за устав средњовековне Србије.
Сретењски устав је трећи српски устав, али га наука уставног права сматра за први у новијој историји, јер има сва уставна обележја која су у савременом праву неопходна да би се неки правни акт сматрао за устав. Проглашен је на празник Сретење, 15. фебруара 1835. године. Зато је овај дан проглашен за Дан уставности Републике Србије. Сретењски устав је проглашен убрзо после Српске револуције за време владавине Милоша Обреновића. Србија у то време још није стекла пуну независност, а добила је један од најлибералнијих устава у Европи.

## Идеја оснивања уставности у Србији
До краја XVIII вијека у Србији нема ни говора о било каквом уставном поретку. На снази је у првом реду шеријатско право које је наметнуо поредак Османског царства; недефинисани вјерски исламски прописи су били основа читавог друштвеног уређења. У шумадијској области дошло је до честих мијењања границе са Аустријским царством, на чију страну су Срби често стајали (Кочина крајина) и дошло је до значајног проређивања муслиманског живља и опадања друштвено-политичког поретка усљед бројних ратова, рађања хајдучије у свој тој анархији. У вријеме владавине султана Селима III и везировања Хаџи Мустафа-паше, којег су Срби завољели, крајем 18. вијека Смедеревски санџак добија три фермана, 1793. 1794. и 1796. године, који су правно оставили основ уређења посебне народне кнежинске аутономије коју је пашалук добио.
Кнежинска управа која се спонтано самоорганизовала усљед недостатка икакве османске администрације је овим скупом прописа била санкционисана. Услиједио је повратак старих народних обијача демократских зборова, на којима су викањем и јавним расправама одлучивали сви пунољетни мушкарци једне територијалне области који би дошли на сабор. Београдски пашалук је био подијељен на нахије на чијем челу су стајали тзв. обор-кнезови који су управљали заједно са нахијским скупштинама. Потом су се дијелили на кнежине, са кнезовима и кнежинским скупштинама, а свако село је појединачно имало своје сеоске зборове и на њиховом челу је био функционер који се звао кмет. Све ове поглаварске позиције су биле изборне, али су често остајале у рукама угледних породица у пракси из обичаја.
Кнежинска самоуправа је била задужена за сакупљање пореза, одржавање путева, одржавање и ширење православне цркве и рјешавање свих појединачних и земљишних спорова. Јањичарима је било забрањено да кроче у Београдски пашалук и све непрописано читлучење је било стављено изван закона. Привилегије су ту биле ради стварања српске гарде београдског везира, а потом успјешно и читаве српске народне војске ради борбе против одметника. Ово је довело до привредног развоја и рађања трговачког слоја, поставивши темељ за изградњу српског друштва и пут ка Српској револуцији, а представља и једну врсту претече уставности.
1801. године јањичарски одметници су упали у пашалук и окупирали га, погубили везира, укинули све привилегије и увели страховладу и потпуно безакоње и кршење и најконзервативнијих исламских обичаја, подижући у сваком насељу ханове са усељеним Турцима зулумћарима са субашама (ханџијама) на челу. Никаква права нису била дарована. Дахије су подијелиле пашалук међу собом на четири дијела и поставили кабадахије као њихове директне управитеље у свим крајевима. Како би уништили кнежинску локалну самоуправу и предухитрили могућност устанка против угњетавања, окупили су највиђеније главаре и погубили их све.
То је све довело до скупштине у Орашцу 14. фебруара 1804. најугледнијих старешина из углавном Крагујевачке и Рудничке нахије на којој је Ђорђе Петровић изабран за врховног команданта устанка против дахија и за повратак реда и мира у Београдском пашалуку. Услиједио је повратак кнежинске самоуправе, и то као потпуно самосталне у односу на Турке, феудални поредак је одмах укинут, а Устаничка Србија постала чињенично независна. Карађорђе, који је изабран искључиво за војног команданта, намеће се над устаницима осталих устанака који су избили потом широм Београдског пашалука као врховни вођа и искориштава принуду силе да добије и цивилну управу и постане апсолутни господар српског народа. Како су сви прописи били Карађорђева ријеч, улазио је у сукоб са војводама, које је постављао на челу војно-административне управе једне или више нахија, око оспоравања и цивилне власти. Међутим, и саме војводе су са својим подређеним капетанима и буљубашама полако преузимале и управну и судску власт правдајући се потребама устанка, а некада постајале и бахато угњетавачке, уопште не доводећи нимало до напретка обновљене кнежинске народне самоуправе, већ до чак покушаја њеног тихог гушења.

### Слово
Једини орган који се сазивао у устаничкој Србији, и то конкретно најмање једном годишње, јесте била једна прилично недефинисана Скупштина, која би се тешко назвала народном. Многи је сматрају војводском или боље старешинском, јер су у њу улазили старешине, трговци, попови, хајдуци и разни други виђенији људи по основу својих угледа, без неког већег реда и то најчешће они који су управо позвани да дођу експлицитно. Институција представља неку потребу за свеопштом скупштином и васкрснуће древне институције сабора. На њиховим сједницама су војни циљеви објављивани, писма писана, вршен избор или именовање службеника, депутације биране да буду слане у дипломатске мисије, расправљано је о финансијама, судило се о преступима старешина, а некада и важним парницама. Међутим, она је првенствено била једна врста примитивног представничког органа који су лидери Србије сазивали када су год хтјели показивати свијету да њихове одлуке имају неку врсту легитимитета. Појавила се потреба да Устаничка Србија добије један прави колегијални орган власти и уставно уређење.
Идеју је у Петрограду саопштио српској депутацији 1804. године руски министар спољних послова Адам Чарториски, који је желио ширење руског утицаја на Балкану ослањајући се на Карађорђеве противнике. Прије тога многобројне српске старешине су маштале о једном цјелокупном савјету који би дијелио власт са командантом устанка, како је замишљао карловачки митрополит Стеван Стратимировић. Један пречанин по имену Теодор Филиповић (под лажним именом Божа Грујовић), универзитетски професор правне историје, дошао је у Србију са својим људима из Харкова и уз подршку браће Ненадовића створио Правитељствујушчи совјет (исто зван и Синод, ређе Сенат). Карађорђе је сазивајући Скупштину код себе покушао одложити оснивање Совјета, што му није успјело, јер је 15. августа 1805. године на скупштини у Борку основан. Основан је ипак уз Карађорђеву сагласност и дефинисан као тијело које ће пресуђивати уз команданта за тежа кривична дјела.
Правитељствујушћи совјет је врло брзо преузео своју главну улогу, а то је организација судске мреже - свака нахија би имала по један суд, тзв. „магистрат“, који би је био састављен из три члана од којих је један предсједник и свештеника у улози писара. Магистрати су били првостепени судови, који су некада надлежне војно-административне управитеље позивали да пресуђују, док је Совјет био првостепени суд, мада се и Карађорђе појављивао самостално као врховни судија. Своју улогу је по оснивању проширивао, координисао је војевање устанка, бавио се просвјетним и црквеним пословима, руководио привредом и финансијама, издавањем бројни прописа обновио законодавство у Србији и ушао у конфликт са командантом око дипломатије, коју је водио независно од Карађорђеве. Формирање Совјета био је директан утицај буржоаске револуције и представљао је прве изразе либералне демократије у Србији, као и, узимајући и од школе природног права, постепену жељу за прерастање борбе за људска права и против злоупотребе у тежње за обновом српске државности, изгубљене османском окупацијом још у средњем вијеку.
„Божа Грујовић“, Совјетов први секретар, израдио је Устројење Совјета како би га уредио. Он је замишљао српску државу као правно уређену, у којој је судска и управна власт подређена законодавној, тј. Совјету. Совјетници су били представници нахија; сваког члана је бирала одговарајућа нахијска скупштина. Устројење Совјета заједно са још неколико аката који су усвојени на Скупштини и који су регулисали односе совјета и команданта и уредили судове и судски поступак настало је нешто што се свеукупно сматра првим српским уставним законом. Совјет се није успио на Скупштини прогласити врховним органом државе јер је изјашњавање Карађорђе зауставио и започео је процес борбе за власт између команданта и совјета. Слиједе Грујовићеве ријечи:
| „ | Првиј, дакле, господар и судија у вилајету (држави) јесте закон. Под законом мораду и господари, поглавари и Совјет правителствујушчиј (обшча канцеларија) и свјашченство, и воинство, и сав народ бити; и то под једним и тим истим законом. | ” |

### Руски предлози

#### Родофиникинов нацрт
Од почетка устанка 1804. године поред прилично неустаљене Скупштине постоји позиција врховног вође устанка, а годину дана касније се организује и Правитељствујући совјет који стоји у директном супарништву с Карађорђем; недостатак икаквих правих свеопштих уставних прописа доприноси општем хаосу у којем сукоби у најтежа времена између Карађорђа и других војвода у првом реду бивају све жешћи. Љета 1807. године руски посланик Константин Константинович Родофиникин долази у устаничку Србију с циљем да предложи организацију и санкционисање њене унутрашње управе. У Београду сам без директног мандата рускога императора прави један нацрт, тзв. „Основаније правитељства србскаго“, које је требало моделисати Србију у духу Русије и претворити је у неку врсту првостепене старешинске кнежевине. К. К. Родифиникин је пружио директну подршку старешинама с циљем ограничења аутократске власти команданта устаника у корист шире групе елите, што се и непосредно види у његовом концизном садржају. Предвиђао је постојање два или практично готово једног јединог органа за цијелу политичку заједницу.
- Правитељствујушчи сенат сeрбски: Сенат би располагао свим националним приходима, одлучивао о рату и миру и бирао главне војводе3. Његови чланови би били племићког статуса, што не би значило враћање укинутога феудалног поретка већ одржавање једне доживотне почасне титуле, која се избором у сенат аутоматски и стиче. Намјера је била привољавање старешина (у првом реду кнезова) који су били на челу локалних (само)управа и који нису били нимало задовољни ограничавањем својих овлашћења у корист војничких устаничких органа, баш када су сасвим супротно и очекивали - војводе су постајале све самосталније у својим областима, а некад и бахате и угњетавачке. Српски владајући сенат би сам себи бирао нове чланове на предлоге локалних на неки начин демократских народних скупштина4 и разрешавао поједине актуелне. Сенат би задржао и врховну судску улогу већ постојећег Правитељствујушћег совјета, кога би суштински и замијенио; они који не би били задовољни пресудама локалних нахијских судова4, могли би се жалити њему.
- Књаз: Кнез би био управо предсједавајући сената, који би га сазивао и распуштао. Једина предност у односу на обичне сенаторе приликом гласања би била та што би се Књажев глас рачунао три пута. Једино додатно овлашћење би му било право помиловања. Не би био насљедна, већ изборна позиција, па чак и на ограничен мандат.

Врховни командант5 устанка Карађорђе је био уопштено неповјерљив према руској политици која га је разочаравала јер је очекивао војничку а не савјетодавну подршку, и због овог предлога, према којем би он био изабран за првога Књаза србскога, поготово је био у лошим односима са Родофиникином. Међутим, овај неприхваћени предлог првог уставног акта Србије је ипак значајно ободрио главешине да знатно снажније дигну глас за ограничење вождове власти у узрочнопосљедично је започео развитак уставног права у Србији.

## Уставно право у Југославији

### Србија и Црна Гора

#### Савезна повеља
љљљ

## Списак савремених устава Србије
- Устав Србије из 1835. године
- Устав Србије из 1838. године
- Устав Србије из 1869. године
- Устав Србије из 1888. године
- Устав Србије из 1901. године
- Устав Србије из 1903. године
- Устав Србије из 1921. године
- Устав Србије из 1931. године
- Устав Србије из 1947. године
- Устав Србије из 1963. године
- Устав Србије из 1974. године
- Устав Србије из 1990. године
- Устав Србије из 2006. године

## Устав Србије из 2006. године
Народна Скупштина Републике Србије је 30. септембра 2006. године, на посебној седници којој су присуствовали председник Републике Борис Тадић, премијер Војислав Коштуница и чланови Владе, једногласно усвојила предлог новог Устава Републике Србије.

## Референдум
Резултат референдума о уставу Србије 2006.
Народна скупштина је једногласно, са 242 гласа народних посланика, усвојила Предлог одлуке о расписивању републичког референдума ради потврђивања новог устава Републике Србије. 
Према овој одлуци референдум о потврђивању предлога устава Републике Србије је био одржан 28. и 29. октобра 2006. године.
На референдуму требало је да се грађани изјасне по питању: Да ли сте за потврђивање новог Устава Републике Србије? и то одговором да или не.
Дана Другог новембра 2006. године, Републичка изборна комисија је објавила коначне резултате референдума: на биралишта је изашло 3.645.517 грађана или 54,91%. За Устав је гласало 3.521.724 или 53,04%.
Посланици Скупштине Србије су 8. новембра, на свечаној седници којој је присуствовао државни врх Србије, верски великодостојници и страни амбасадори, прогласили нови Устав.